# Север и юг
„Север и юг“ (на английски: North and South) е социален роман на английската писателка Елизабет Гаскел. Съществуват две телевизионни адаптации – от 1975 и 2004 г., като втората събужда отново интереса към романа и му печели по-широка публика.
Гаскел пише „Север и юг“ като отговор на критиката, която получава първият ѝ роман „Мери Бартън“ (1848), в който се разказва за взаимоотношенията между работниците и фабрикантите в индустриален Манчестър от гледна точка на работниците. В „Север и юг“ тя представя живота в града през погледа на представителите на висшата класа.
Действието в романа се развива в измисления град Милтън в Северна Англия, базиран на Манчестър, където живее Гаскел. Основната линия следва живота на младата Маргарет Хейл, дъщеря на англиканска църква пастор, който е принуден да напусне Южна Англия и да се премести на север, където започва да преподава като частен учител. Маргарет е ужасена от социалните неспаведливости в индустриалния град и става неволен свидетел на сблъсъците между зараждащите се профсъюзи и фабрикантите. Водена от чувството си за социална справедливост и приятелството си с болна работничка в памукова фабрика, Маргарет се противопоставя на собственика – местния фабрикант новобогаташ Джон Торнтон, който е твърд, целеустремен и рационален в управлението на фабриката и работниците си. Романът проследява нарастващото разбиране на Маргарет за сложността на трудовите взаимоотношения, както и развитието на противоречивата ѝ връзка ѝ с Торнтон.

## Публикуване
Романът е замислен и първоначално публикуван като поредица от 20 части между септември 1854 г. и януари 1855 г. в седмичника Household Words, издаван от Чарлз Дикенс. През същата година и в същото издание Дикенс публикува „Трудни времена“. Действието и в двата романа се развива в Манчестър (Милтън в „Север и юг“ и Коуктаун в „Трудни времена“), но жанрово и оценъчно са много различни. Гаскел, за разлика от Дикенс, изпитва трудности при писането на сериализирана публикация. Историята е замислена от 22 части, но тъй като не среща комерсиален успех и тиражът на изданието спада, Дикенс принуждава Гаскел да сбие края на романа (нещо, за което Гаскел впоследствие съжалява).
Гаскел смята да кръсти книгата „Маргарет Хейл“, подобно на „Мери Бартън“. Дикенс, обаче, успява да я убеди, че „Север и юг“ по-точно отразява основните теми на сюжета.
За първи път произвдението излиза като самостоятелен роман през 1855 г. в два тома, съответно с 25 и 27 глави. Същата година излиза и преработено и допълнено издание. Текстът в самостоятелните издания се различава значително от този в сериализацията в списанието. Гаскел добавя няколко глави в началото и в края, както и доста допълнителни пасажи из цялата книга.

## Сюжет
Внимание:  Текстът по-долу разкрива сюжета на произведението (или части от него)!
Деветнадесетгодишната Маргарет Хейл се завръща в родното си село – идиличния Хелстън в Южна Англия, след женитбата на братовчедка си Идит за кап. Ленъкс. Маргарет е живяла 10 години с леля си и братовчедка си в Лондон, където е обучавана в светски нрави. Преди да замине от Лондон Маргарет отказа предложение за жнитба от младия и обещаващ адвокат Хенри Ленъкс, брат на капитана. Скоро след заръщането си в Хелстън, животът ѝ е преобърнат, след като баща ѝ – англикански пастор, изживява криза на вярата и напуска църквата, като по този начин лишава семейството си от препитание и място за живеене. По идея на приятеля си Бел, бащата на Маргарет мести семейството в Северна Англия, в индустриалния и проспериращ град Милтън, център на индустриалната революция и на съпътстващите я сблъсъци между профсъюзите и фабрикантите.
Маргарет е стресната от шума и мръсотията в града и разстроена от бедността и социалната несправедливост, с която се сблъсква. Баща ѝ дава частни уроци на местните богаташи и сред учениците му е и харизматичния млад фабрикант Джон Торнтън, собственик на тъкачницата Марлборо Мил. От самото начало Маргарет и Торнтън се противопоставят – тя го намира за недодялан и жесток, а той нея за високомерна и студена. Същевеменно, Торнтон е привлечен от красотата и самочувствието ѝ, а тя започва да го уважава за начина, по който той е успял да се откъсне от бедността и да се издигне в обществото.
В следващите 18 месеца мнението на Маргарет за града и хората му се променя. Тя се сприятелява с Никълъс Хигинс, местен синдикалист, и дъщеря му Беси, която е смъртно болна от белодробна недостатъчност вследствие на работата ѝ в памучните цехове. Майката на Маргарет също се разболява сериозно. Работническата ситуация в града се влошава и назрява време за обща стачка на тъкачните работници, организирана от профсъюзите. Работниците и фабрикантите не постигат съгласие и Торнтън внася временни работници от Ирландия – нещо, което кара профсъюците да щурмуват фабриката му. Маргарет предизвиква Торнтън да успокои тълпата, но той не успява. Маргарет се намесва, заставайки между Торнтън и тълпата и е покосена от камък, хвърлен от работник. Подведен от нейния жест, той ѝ признава чувствата си, но тя го отхвърля, отчасти поради внезапността на декларацията му и отчасти обидена от внушението, че нейното поведение може да се тълкува като демонстрация на чувства към него.
Състоянието на г-жа Хейл се влошава и в Милтън тайно пристига брата на Маргарет – Фредерик, който е бивш морски офицер, несправедливо преследван за опит за метеж. Майката умира и Фредерик си тръгва, но по случайност Торнтън вижда Маргарет с Фредерик и приема двамата за любовници. На гарата Фредерик е разпознат от бивш моряк, който сега е работник в Милтън и в настъпилата физическа схватка Фредерик бута работника по стълбите на гарата. Фредерик заминава, но работникът е открит мъртъв малко по-късно. Когато полицията разпитва Маргарет, тя отрича да е била на гарата. Торнтън, който е мирови съдия, разследва смъртта на работника и научава за нейната лъжа, но предпочита да закрие случая, вместо да я изобличи и изложи на риск от съдебно преследване. Маргарет научава за действията на Торнтън и е смирена от жеста му към нея. Бавно тя започва да променя мнението си за него и да признава дълбочината на характера и достойнствата му.
Никълъс Хигинс, местният синдикалист, по съвет на Маргарет, успява да започне работа в Малборо милс. Той и Торнтън бавно се опознават и създават приятелство, крепящо се на уважението си един към друг. Г-н Хейл отива на гости на приятеля си Бел в Оксфорд, където внезапно умира. След смъртта на баща си, Маргарет няма причина да остане в Милтън и се връща при леля си в Лондон. Тя моли г-н Бел, който е хазяин на Торнтън, да му каже за Фредерик и да изчисти името ѝ. Бел, обаче, умира, преди да успее да говори с Торнтън.
След смъртта на Бел, Маргарет наследява имуществото му, вкл. земята и сградите, вкл. Малборо милс и къщата, в която живее Торнтън. Междувременно, Торнтън е принуден да спре производство и е пред банкрут. Малко преди да отиде в Лондон да приключи делловите си взаимоотношения с Маргарет, той научава истината за Фредерик от Хигинс. В Лондон, обаче, Маргарет прави предложение на Торнтън, което би му позволило да продължи производството. Трогнат от това, Торнтън разбира, че чувствата ѝ към него са променени и ѝ отправя второ предложение, което тя приема.

## Основни герои
- Маргарет Хейл – главната героиня, млада, самоуверена и горда, силно привързана към родитерите си. В началото на романа е на 19 години.
- Джон Торнтън – собственик на тъкачна фабрика, приятел и ученик на г-н Хейл.
- Николас Хигинс – работник и профсъюзен деятел, с когото Маргарет се сприятелява. Баща на Беси и Мери.
- Ричард Хейл – баща на Маргарет, бивш англикански свещеник.
- Мария Хейл – майка на Маргарет и сестра на г-жа Шоу, произлиза от уважавано лондонско семейство.
- Хана Торнтън – майка на Джон Торнтън, която боготвори сина си и ненавижда Маргарет и всичко, което тя предсталява.
- Фани Торнтън – сестра на Джон Торнтън.
- Беси Хигинс – дъщеря на Николас Хигинс.
- Баучър – работник в цеховете, баща на шест деца.
- Диксън – прислужницата на сем. Хейл. Не одобрява сватбата на господарката си с Ричард Хейл, който стои на по-ниско социално стъпало от нея.
- г-н Бел – най-добрият приятел на Ричард Хейл и кръстник на Фредерик Хейл.
- г-жа Шоу – леля на Маргарет и майка на Идит. Заможна вдовица на полк. Шоу. Живее в Лондон, където отглежда Магарет от 9 до 19-годишна възраст.
- Идит – първа братовчедка на Маргарет. Единствено дете, красива и задоволена, но наивна и глупава. Женена за кап. Ленъкс.
- Хенри Ленъкс – млад и многообещаващ адвокат, брат на кап. Ленъкс. Интелигентен и амбициозен, влюбен в Маргарет.
- Фредерик Хейл – по-големият брат на Маргарет, бивш моряк, криещ се от правосъдието в Испания.